# Treinkaartje

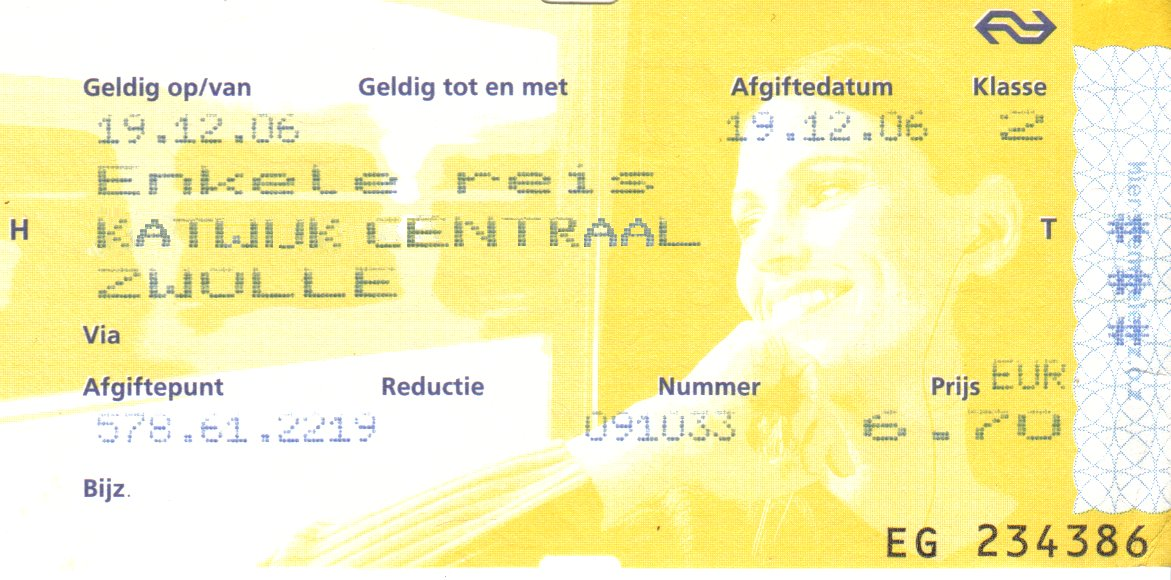
Treinkaartje, met niet bestaand vertrekstation, van de Nederlandse Spoorwegen (oud model)

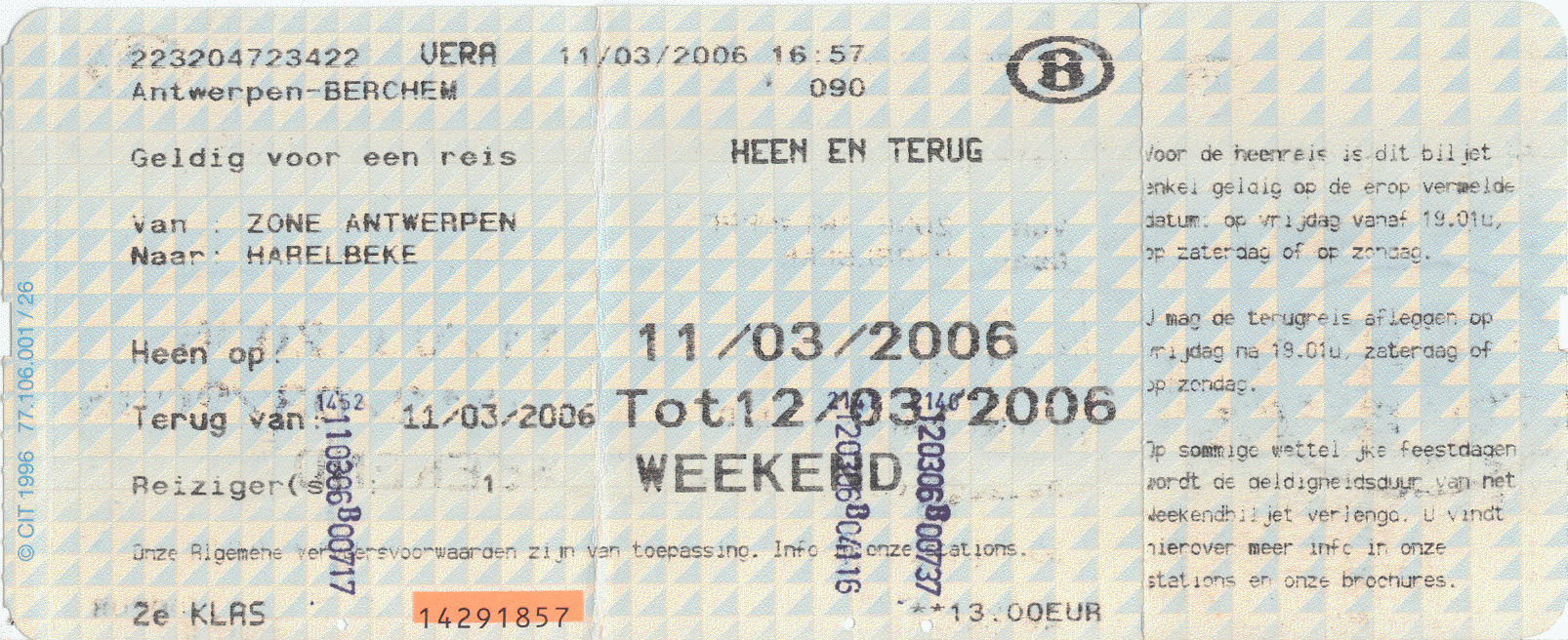
Treinkaartje van de NMBS (oud model)

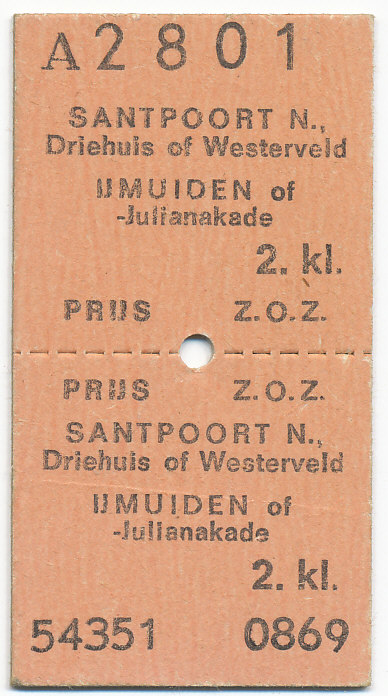
Kartonnen edmondsonkaartje Nederland

Een treinkaartje of treinticket is een vervoerbewijs voor het reizen met de trein dat aangeeft dat men voor de treinreis (en in sommige gevallen voor een specifieke stoel) betaald heeft. Een vroeger veel gebruikte term was 'plaatskaart'. De term vervoerbewijs vermijdt de eventuele suggestie van recht op een zitplaats, er is vaak namelijk geen reservering aan gekoppeld.
Treinkaartjes verschillen sterk van vorm, afhankelijk van het land waarin ze worden uitgegeven, de precieze functie en de geldigheidsduur, of het type kaartautomaat dat de kaartjes levert.

## Doorgaand ticket
Een doorgaand ticket (Engels: through-ticket) is een enkel vervoerscontract voor een reis met meerdere voertuigen (bijvoorbeeld een overstap op een andere trein).
Dankzij een doorgaand ticket kunnen reizigers genieten van reizigersrechten over het geheel van de reis en kunnen ze hun reis verderzetten bij het missen van een trein na verstoringen op een eerder deel van de reis.
Tot 2019 had Eurostar een overeenkomst met Deutsche Bahn waardoor reizigers met een doorgaand ticket per trein van het Verenigd Koninkrijk tot in Duitsland konden reizen.

## Nederland
In Nederland werden treinkaartjes uitgegeven vanaf de eerste ritten per trein op 20 september 1839, sinds 9 juli 2014 met chip (eenmalige chipkaart). Wel worden er nog bij de museumspoorlijnen 'ouderwetse' treinkaartjes gebruikt. De reguliere eenmalige chipkaart is alleen geldig op de dag van aankoop.

### Edmondsonkaartjes
Tot 1982 waren treinkaartjes in Nederland meestal Edmondsonkaartjes, klassieke kartonnen kaartjes waarvan de meest gangbare waren:
- effen bruin voor enkele reis tweede klas,
- bruin wit voor retour tweede klas,
- bruin-wit-bruin voor avondretour tweede klas,
- effen groen voor enkele reis eerste klas,
- groen wit voor retour eerste klas,
- groen wit groen voor avondretour eerste klas,
- effen geel voor toeslag weekendretour,
- effen wit voor toeslag D-trein
- bij enkele reis of retour met korting (zoals voor kinderen, bejaarden en houders van een Vastrechtkaart of andere kortingkaart) was er op het kaartje een aanduiding van het 'half geld': aanvankelijk een rode horizontale band in de onderste helft, later een model met een verticale paarse band aan de linkerzijde en daarna een rode stempelopdruk met '40' en '50'. Voor dagretours met korting werd aanvankelijk een enkele reiskaartje verkocht met een stempelopdruk 'en TERUG'gevolgd door de NS-code van het station van uitgifte. De prijs van een gereduceerd retour was dus gelijk aan de prijs van een enkele reis tegen de volle prijs.

Het was noodzakelijk bij het loket voor de meest gangbare bestemmingen een voorgedrukt kaartje in voorraad te hebben. Dit konden er heel wat zijn, deze moesten bovendien goed beveiligd opgeborgen worden want het waren waardepapieren. Door het plaatsen van een gestempelde datum en prijs in de kassa van het loket werden ze geldig gemaakt. De voorgedrukte plaatsbewijzen hadden een klein rond gat in het midden. Dit was om ze per 100 stuks met een roodkoperen draad erdoorheen te kunnen bundelen. Was er geen voorgedrukt kaartje voor een bepaalde bestemming in voorraad, dan werd er handmatig een plaatsbewijs uitgeschreven bij het loket. Later kwamen er ook op veel grote stations A.E.G.-plaatskaartenapparaten, die blanco kaartjes konden bedrukken. Hierdoor was het niet meer noodzakelijk alle mogelijke voorgedrukte treinkaartjes in voorraad te hebben, wat veel ruimte bespaarde. Het kinderkaartje was een half kaartje dat van een gewoon kaart langs een perforatielijn kon worden afgescheurd. Het Edmondsonkaartje verdween bij de Nederlandse Spoorwegen in 1982. Er werden vanaf deze datum enkel nog plaatsbewijzen via de computer afgegeven.

### Perronkaartjes
Bij de ingangscontrole werd de stationscode door een controleur in het kaartje geknipt. Na controle in de trein werd er door de conducteur een gaatje in geknipt. Links op het kaartje voor de heenreis (letter H) en rechts voor de terugreis (letter T) (een conducteur werd vroeger ook wel aangeduid als 'kaartjesknipper'). Na aankomst moest men zijn kaartje afgeven aan de ingangscontroleur, tenzij men een retour had of nog verder wilde reizen. Men moest dan het kaartje aan de controleur tonen.
Een bijzonder kaartje was het perronkaartje, dat kon worden aangeschaft door uitzwaaiers, treinspotters of bijvoorbeeld in Amsterdam Centraal voor wie door het station heen wilde lopen in plaats van eromheen te moeten lopen. Eind jaren zestig verviel de ingangscontrole en het perronkaartje.

### Vermindering kaartjesverkoop
Bij kleinere stations vond mettertijd of een vereenvoudigde vorm van kaartverkoop plaats of helemaal geen kaartverkoop ('onbemande stations'), en werd verwezen naar de conducteur, die dan zonder verdere toeslag in de trein een geschreven kaartje afgaf. Een ingangscontrole gebeurde er evenmin. Vanaf 1980 kwam er langzamerhand een geautomatiseerde kaartverkoop, waarbij het kaartje aanvankelijk van groot formaat was en later het huidige formaat kreeg. In plaats van een kaartje te knippen werd het kaartje voortaan door de conducteur met een stempeltang gestempeld. Hierin is de datum en het tangnummer te zien. Daarna kwamen langzamerhand overal kaartautomaten.
In Nederland wordt door de Nederlandse Spoorwegen sinds het einde van de 20e eeuw een ontmoedigingsbeleid gevoerd om een treinkaartje aan het loket te kopen. In verband met bezuinigingen bij NS verdwenen de loketten op vele kleinere stations en werden vervangen door kaartautomaten; sinds 1 juni 2004 werd er – ondanks protesten – besloten om bij de verkoop van enkele reizen en retours aan het loket een toeslag te berekenen (behalve voor 65+ en gehandicapten), waardoor het voordeliger werd een kaartje bij de kaartautomaat te kopen.
Vanaf 1 juni 2007 wordt er een toeslag van € 0,50 gevraagd voor alle treinkaartjes die bij het loket gekocht worden, behalve voor gehandicapten en ouderen.
Via internet kan een 'e-ticket' worden aangeschaft, dat wil zeggen een afbeelding die moet worden afgedrukt. Het e-ticket is alleen geldig als het is afgedrukt (in kleur of in zwart-wit) op blanco A4-papier, in portretformaat (verticaal) zonder aanpassing van de printgrootte, op een laser- of inktjetprinter. Het kan in geen geval worden aangeboden op een andere drager (elektronisch, scherm enz.).

#### OV-chipkaart
Door de komst van de OV-chipkaart is het papieren treinkaartje van november 2012 tot juli 2014 langzaam uitgefaseerd. Voor treinreizen wordt bij de OV-chipkaart gebruikgemaakt van plastic pasjes die voor meerdere reizen gebruikt kunnen worden. Voor eenmalige reizigers zijn nog wel papieren kaartjes beschikbaar, doch met een chip in het kaartje verwerkt.
Per 9 juli 2014 zijn geen chiploze papieren treinkaartjes meer te koop. Eenmalige reizigers kunnen sindsdien gebruikmaken van een papieren kaartje met een chip, verkrijgbaar bij kaartautomaten en met een toeslag van €1. Dit bedrag is in overleg met consumentenorganisaties tot stand gekomen. Volgens NS worden hierdoor de productie- en transportkosten gedekt.
Het Spoorwegmuseum organiseerde een actie rondom het laatste papieren treinkaartje en loofde een beloning uit aan diegene die het meest recente kaartje in bezit had. Dit bleek in eerste instantie een kaartje te zijn dat op 9 juli 2014 om 04:01 uur werd aangeschaft op station Den Haag Ypenburg. Later bleek dat een kaartautomaat op station Rotterdam Centraal vergeten was, waardoor iemand half oktober 2014 nog een papieren treinkaartje kon aanschaffen.

## België
In België waren de Edmonsonkaartjes meestal paars van kleur. Perronkaartjes hadden een witte kleur. Er waren sinds de jaren 70 geen voorgedrukte kaartjes, maar enkel blanco treinkaartjes. Deze werden via de kassa van het loket van opdruk voorzien. Ook in België wordt het klassieke Edmonson-kaartje thans niet meer gebruikt.
De kaartverkoop vindt op grote stations nog steeds via de loketten plaats, maar anno 2023 is NMBS bezig met het afbouwen van het aantal loketten, meer en meer stations verliezen hun loketten, en worden vaak zelfs compleet gesloten, en vervangen door een "halte".
Daarnaast zijn er ook kaartjes via automaten verkrijgbaar, zulke automaten zijn er in alle Belgische stations en haltes, en ze bieden het overgrote deel van de diensten en de vele soorten kaartjes en abonnementen aan. De treinkaartjes en bv. abonnementen worden dan ter plekke geprint op thermisch papier, op een iets kleiner formaat dan een ansichtkaart.
Daarbovenop kan men in België ook een zgn. elektronisch ticket kopen en elektronisch betalen, alles verloopt dan via het internet. Een variant hiervan is dat het vervoerbewijs elektronisch wordt gekoppeld aan het rijksregisternummer, en dat bij controle de elektronische identiteitskaart wordt getoond (die iedere Belg vanaf 15 jaar steeds bij zich moet hebben). Een andere variant is dat het elektronisch vervoerbewijs gekoppeld is aan een app op de smartphone, en dat daar bij controle een QR-code wordt getoond.

## Internationaal

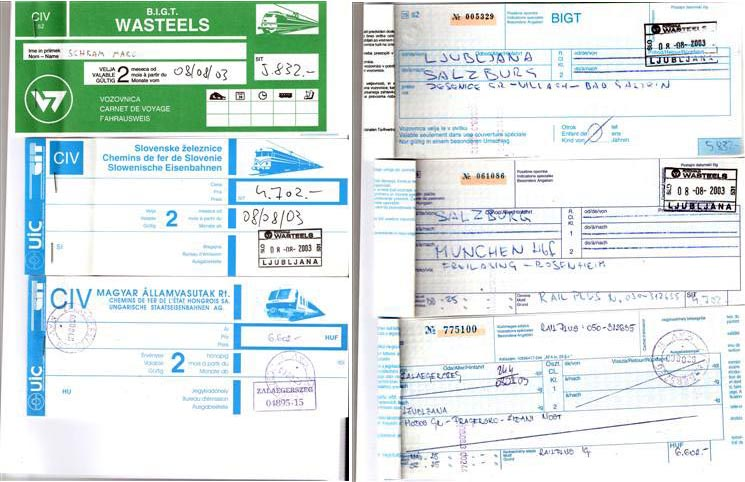
Handgeschreven internationale vervoerbewijzen in Centraal-Europa in 2003

Al vanaf het ontstaan van internationale treinverbindingen was er de behoefte aan internationale vervoerbewijzen die door iedere deelnemende spoorwegmaatschappij verkocht kon worden en aanvaard werd door alle spoorwegmaatschappijen op het traject. De afspraken en voorwaarden hiervoor werden vastgelegd in de "Convention Internationale pour le transport des Voyageurs", afgekort CIV. Er kon met een handgeschreven biljet vrijwel van elk spoorstation in Europa en verder gereisd worden naar elk ander spoorstation in Europa langs een opgegeven route. (omwegen waren ook mogelijk) De prijs was de optelsom van de verschillende internationale tariefkilometers per spoorland/maatschappij. De internationale vervoerbewijzen waren in principe twee maanden geldig (nu maximaal een maand) en lieten langdurige reisonderbrekingen toe. Voor courante bestemmingen waren de biljetten voorgedrukt. Het schrijven van handgeschreven biljetten voor ingewikkelde routes en verre bestemmingen was voorbehouden aan ervaren spoorbediendes. Bij kleine stations was het niet ongebruikelijk dat internationale biljetten besteld moesten worden, zeker als er reserveringen nodig waren (in het verleden waren er alleen beperkte communicatiemiddelen). Een internationaal biljet bestond uit een verplichte omslag met de prijs en de reisvoorwaarden en het biljet zelf met de reisgegevens. Van dit laatste werd bij handgeschreven biljetten een carbonkopie bewaard voor de administratie.
Veel spoorwegmaatschappijen sloten akkoorden met spoorwegmaatschappijen in de buurlanden, zodat de spoormaatschappijen internationale vervoerbewijzen kunnen uitgeven op dezelfde wijze en hetzelfde formaat als de nationale treinkaarten, maar wel onder de CIV-voorwaarden. Zo kan bij een NS-kaartautomaat een internationaal vervoerbewijs gekocht worden naar België dat een maand geldig is. Voor lokale grenstrajecten bestonden ook speciale Edmonsonkaartjes. Met de opkomst van hogesnelheidstreinen (Thalys, Eurostar, TGV, ICE, etc), met global pricing inclusief reservering, worden weinig internationale vervoerbewijzen onder CIV voorwaarden verkocht.

## Controle
Controleurs gebruiken een tang om een controlestempel op het treinkaartje te zetten. Op deze stempel is veelal het treinnummer, de datum, en een identificatie van de controleur te lezen. Bij een retour wordt bij de heenreis aan de linkerkant gestempeld en bij de terugreis aan de rechterkant. Voor binnenlandse reizen zijn de kaarten meestal alleen geldig op de aankoopdatum, tenzij het ongedateerde kaartjes zijn. Ongedateerde kaartjes moeten in veel landen in het station gevalideerd (gestempeld) worden voordat het kaartje geldig is. Internationale kaartjes zijn vaak een maand lang geldig. Eenmaal gestempeld zijn ze na de reis niet meer geldig.

## Trivia
In de tijd van de kartonnen kaartjes werd ook de dagkaart door de conducteur geknipt. Indien men op een dag van veel verschillende treinen gebruikmaakte kwam het voor, afhankelijk van de conducteurs, dat er een groot aantal gaatjes in de kaart zaten, die daarmee soms onleesbaar werd.